# Arraincourt
Arraincourt là một xã trong vùng Grand Est, thuộc tỉnh Moselle, quận Boulay-Moselle, tổng Faulquemont. Tọa độ địa lý của xã là 49° 58' vĩ độ bắc, 06° 32' kinh độ đông. Arraincourt nằm trên độ cao trung bình là m mét trên mực nước biển, có điểm thấp nhất là 232 mét và điểm cao nhất là 291 mét. Xã có diện tích 4,74 km², dân số vào thời điểm 1999 là 114 người; mật độ dân số là 24 người/km². Arraincourt nằm khoảng 33 km về phía đông nam của Metz.

## Thông tin nhân khẩu
| 1962 | 1968 | 1975 | 1982 | 1990 | 1999 |
| ---- | ---- | ---- | ---- | ---- | ---- |
| 141  | 157  | 133  | 118  | 119  | 114  |